# Luiz Carlos Pereira
Luiz Carlos Pereira (nacido el 6 de marzo de 1960) es un exfutbolista brasileño que se desempeñaba como defensa.

## Trayectoria

### Clubes
| Club              | País  | Año         |
| ----------------- | ----- | ----------- |
| Verdy Kawasaki    | Japón | 1992 - 1995 |
| Consadole Sapporo | Japón | 1996 - 1998 |

## Estadística de carrera

### J. League
| Club              | Año   | J. League | J. League | Copa J. League | Copa J. League | Total | Total |
| Club              | Año   | Part.     | Goles     | Part.          | Goles          | Part. | Goles |
| ----------------- | ----- | --------- | --------- | -------------- | -------------- | ----- | ----- |
| Verdy Kawasaki    | 1992  | -         | -         | 11             | 1              | 11    | 1     |
| Verdy Kawasaki    | 1993  | 32        | 1         | 7              | 0              | 39    | 1     |
| Verdy Kawasaki    | 1994  | 43        | 2         | 3              | 0              | 46    | 2     |
| Verdy Kawasaki    | 1995  | 50        | 6         | -              | -              | 50    | 6     |
| Consadole Sapporo | 1998  | 11        | 0         | 3              | 0              | 14    | 0     |
| Total             | Total | 136       | 9         | 24             | 1              | 150   | 10    |

## Palmarés

### Títulos nacionales
| Título         | Club           | País  | Año  |
| -------------- | -------------- | ----- | ---- |
| Copa J. League | Verdy Kawasaki | Japón | 1992 |
| Copa J. League | Verdy Kawasaki | Japón | 1993 |
| J1 League      | Verdy Kawasaki | Japón | 1993 |